# Zéthos
Zéthos (latinsky Zethus) je v řecké mytologii jedním ze synů nejvyššího boha Dia a jeho milenky Antiopy, dcery thébského krále Nyktea.
Antiopa byla tak krásná, že upoutala nejvyššího boha Dia a tohoto mileneckého vztahu se narodili bratři Amfíón a Zéthos. Ze strachu před svým manželem pohodila dvojčata v lese (podle jiných pramenů je však v lese nechal Antiopin strýc Lykos na nátlak své manželky Dirké). Našel je pastýř, vzal je k sobě a dal jim vychování i vzdělání. Vyrostli v urostlé mládence, byli ale každý jiný: Amfíón byl jemný a mírný, miloval hudbu, zatímco Zéthos byl silák, miloval lov a zápas. Přesto žili spokojeně spolu a nic netušili o svém původu.
Po smrti krále Nyktea nastoupil na thébský trůn jeho bratr Lykos. Jeho manželka Dirké Antiopu nenáviděla a tak jí připravovala nejhorší ústrky a utrpení a nakonec ji uvrhla do vězení. Po dlouhé době jí Zeus dopomohl k útěku do hor.
Možná náhodou, možná z božské vůle, dostala se právě k pastýři a svým synům. Než si mohli všechno vysvětlit, objevila se Dirké, v které vzplála stará nenávist a prohlásila, že ta žena je uprchlá otrokyně. Poručila bratrům, aby ji chytili, přivázali k rohům býka a nechali ji usmýkat. Bratři nechtěli, ale nakonec museli královnin rozkaz poslechnout. V poslední chvíli promluvil pastýř, řekl, že je to jejich matka. Bratři v hněvu nad připravovaným zločinem Dirké krutě potrestali stejným způsobem, jaký ona připravovala pro Antiopu – divoký býk ji usmýkal k smrti.
Antiopa a její synové se vrátili do Théb. Na domluvu od boha Herma upustili od potrestání krále Lyka, darovali mu život, ale z města ho vyhnali. (Také je možné, že ho zbavili vlády a zabili ho, jak to líčí jiná verze příběhu.)
Společně se ujali vlády a dali se do zvelebování města a do stavby bytelných hradeb. Oba bratři se příkladně zapojili do práce, každý podle svých schopností. Silák Zéthos nosil těžké balvany, kterými (prý) nepohnuli ani Titáni, a z nich budoval vskutku nedobytné hradby. Naopak Amfíón, který neoplýval fyzickou silou, vložil své umění. Tak nádherně hrál na svou zlatou lyru, dar boha Apollóna, že kameny poslušně vstávaly a ukládaly se na svá místa do hradeb. Sláva a oblíbenost obou bratří se rozšířila daleko za hranice města.
Oba bratři také měli podobný osud v tom, že jejich manželky stihlo velké neštěstí.
Zéthovou manželkou byla Aédón, jejíž nezkrotná závist ji v šílené zaslepenosti přivedla až k zabití synáčka Ityla. Když potom srdceryvně naříkala, Zeus ji proměnil ve slavíka a ona svého syna oplakává a každé jaro ho žalostně volá.
Amfíón si vzal za manželku Niobé, dceru sipylského krále Tantala. Měli spolu sedm synů a sedm dcer, ale všechny jim je zahubili bůh Apollón a bohyně Artemis za to, že jejich matka se rouhala a vyvyšovala nad samotnou bohyni. Samotná Niobé zkameněla v sochu, jejíž oči stále roní slzy.
Král Amfíón spolu se svým bratrem Zéthem napadli Apollónovu svatyni v Delfách, ale Apollón jejich útok odrazil a oba proklál svými šípy. (Opět je zde jiná verze, podle níž se po smrti svých dětí i manželky Amfíón sám proklál mečem.)